# Nioumagama
Nioumagama est une commune de l'union des Comores située dans l'ile de la Grande Comore, dans la préfecture de Mbadjini-Ouest.

## Commune Nioumagama
- Ouzioini
- Ifoundihé Chadjou
- Ifoundihé Chamboini
- Dima
- Nkourani ya sima
- Domoni
- Dzoidjou
- Famaré